# Kurt Meyer
Kurt „Panzer” Meyer (Jerxheim, 1910. december 23. – Hagen, Vesztfália, 1961. december 23.) a Waffen-SS vezérőrnagya (Obergruppenführer) volt. Kanadai hadifoglyok lelövésére kiadott 1944. júniusi parancsa miatt 1945 decemberében halálra ítélték, de azt később életfogytiglani börtönbüntetésre mérsékelték.

## A kezdetek
Kurt Adolph Wilhelm Meyer néven látta meg a napvilágot a ma Alsó-Szászországhoz tartozó Jerxheimban. Alacsony státuszú családból származott, apja gyári munkásként kereste kenyerét, aki az első világháborúban törzsőrmesteri rangig vitte, mielőtt súlyos sebesülése miatt véget ért számára a háború.
Meyer Jerxheimban járt iskolába, majd tanulmányai elvégzése után bányászként dolgozott. 1929. október 1-jén felvételt nyert a mecklenburgi tartományi rendőrséghez.
Becenevének (Panzer= páncélos, tank) semmi köze nincs harci cselekményeihez. Történt állítólag, hogy a schwerini rendőrakadémián töltött kiképzése során egyik tanulótársát meg akarta tréfálni. Az ötlet az volt, hogy egyik társukat egy vödör vízzel nyakon önti egy kétemeletes épület tetejéről. De Meyer megcsúszott és leesett. Lábra érkezett ugyan, azonban így is húsz helyen eltört a csontja. Állapota olyan súlyos volt, hogy azt hitték meghal, végül mégis teljesen felépült. Az eset után társai Panzer-re keresztelték, mert olyan szívós volt, mint egy tank.
1930. szeptember 1-jén Meyer belépett az NSDAP-ba, 1931. október 15-én pedig az SS-be, ahol a Schwerinben állomásozó 22. SS-Standarteba (zászlóalj) osztották be. 1932-ben SS Untersturmführerré (hadnagy) nevezték ki, 1934-ben szakaszvezetőnek helyezték át a Leibstandarte Adolf Hitlerhez. 1936-os Obersturmführerré (főhadnagy) való előléptetése után megkapta a 14. Páncélelhárító Standarte parancsnokságát, amely abban az időben ezrednagyságú volt. Meyer és egysége a XVI. hadseregcsoport részeként vett részt az Anschlussban, később Heinz Guderian irányítása alatt pedig Csehszlovákia megszállásában.

## A lengyel és a nyugati hadjárat
1939-ben Lengyelországban már Hauptsturmführerként (százados) vezette a Leibstandarte 14. páncélelhárító századát Rundstedt déli hadseregcsoportjának részeként. Szeptember 7-én megsérült (átlőtték a vállát), de ennek ellenére helyén maradt, és még ugyanebben a hónapban megkapta a másodosztályú Vaskeresztet.
A lengyel hadjárat után kérvényezte egy mobilabb egységhez való beosztását, így megkapta a Leibstandarte 15. motorkerékpáros századát (Kradschützenkompanie), amelyet a nyugati hadjáratban irányított és von Wietersheim tábornok XVI. hadtestébe volt beosztva. 1940. június 8-án megkapta az elsőosztályú Vaskeresztet is.

## A balkáni hadjárat
A Nyugati hadjárat után a 15. motorkerékpáros századot felderítő egységgé szervezték át, és Meyert előléptették SS-Sturmbannführerré (őrnagy). Meyer különítménye vágta el görög III. hadtest visszavonulási útját Albániából. Átküzdötték magukat a félelmetes Klisura-hágón a Kastoria tóhoz, és elvágták a Kastoriában állomásozó görög helyőrséget. A támadás április 13-án kezdődött, de másnap a kemény görög ellenállás miatt elakadt a Klisura-hágónál. A görög 20. hadosztály jól elsáncolta magát a hágó mentén, s magában a városban is.
Meyer három rohamcsoportra osztotta egységét, az egyiket maga vezette. A hajnali támadás 11 óra körül elakadt a külső védelmi vonalon. Meyer egy esetben saját emberei közé dobott egy kibiztosított kézigránátot, hogy dermedtségükből kimozdítsa őket, és folytassák a támadást. Késő délutánra a várost és a magaslatokat is sikerült megtisztítani; az út nyitva állt Kastoria felé. A magaslatokért folytatott csata során 600 hadifoglyot ejtettek, miközben saját veszteségük mindössze hét halott (köztük egy tiszt) és 18 sérült volt. 16-án egységével a görög vonalak mögé nyomulva délről megtámadták Kastoriát, és további 1100 foglyot ejtettek. Ezekért a tetteiért 1941. május 18-án megkapta a Lovagkeresztet.

## Barbarossa
Meyer egysége az 1941 júniusában megkezdett oroszországi hadjáratban a dél hadseregcsoport alá tartozott. A hadjárat során véghezvitt gyors akciói miatt kapta a Schneller Meyer (Gyors Meyer) becenevet. A Fekete-tenger partján fekvő Mariupol bevételében, s ezzel együtt gyakorlatilag egy komplett szovjet hadosztály megsemmisítésben egysége komoly érdemeket szerzett. A csata tipikus példája Meyer vezetési stílusának; bátorság és vakmerőség (Meyer mindig a támadás élén harcolt). Októberben megbetegedett és átadta a parancsnokságot. Felépülése után 1942 januárjában állt ismét szolgálatba. Visszatérése után nem sokkal megkapta a Német Aranykeresztet.

## Harkov és a Hitlerjugend hadosztály
Miután a németeknek fel kellett adniuk Harkovot, Paul Hausser SS tábornok kiadta a parancsot a város visszafoglalására. Meyer újjáalakított SS felderítő egysége végig a támadás élén küzdött. A harmadik harkovi csata alatt egy szovjet hadosztály komplett parancsnoki stábját sikerült fogságba ejteniük. A csata záró szakaszában Meyer vezette az egyik olyan harccsoportot, amelynek feladata a város főterének elfoglalása volt. Harkov megtisztítása után érdemeiért Lovagkeresztjéhez megkapta a tölgyfalombokat.
1943 nyarán Meyert nevezték ki a 25. SS-páncélgránátos ezred parancsnokává, és június 21-én SS-Standartenführerré (ezredes) léptették elő. Ezrede a belgiumi Beverlooban gyakorlatozott, de 1944 elején a várható szövetséges partraszállás miatt Hasseltbe vezényelték át.

## Normandia és a Caen környéki harcok
1944. június 6-án a szövetségesek partra szálltak Normandiában. Meyer ezrede aznap 22:00 órára került harcra kész állapotba. Harcálláspontját az Ardenne apátságban rendezte be, mely tornyaiból kiválóan rá lehetett látni Normandia dimbes-dombos tájaira. Az első ütközet során ezrede 28 kanadai tankot lőtt ki, miközben 5-6-ot vesztett (ez utóbbi Meyer visszaemlékezései szerint). Ez volt az az időszak, amikor a kanadai foglyokat lelőtték, s amiért később elítélték, mert állítólag azt a parancsot adta ki, hogy ne hagyjanak foglyokat.
Június 14-én Fritz Witt SS-Brigadeführer a brit haditengerészet ágyúzása következtében harcálláspontján életét vesztette, ezért mint a legmagasabb rangú tisztet; Meyert nevezték ki a 12. (Hitlerjugend) SS-páncélos hadosztály parancsnokává. Ezzel 33 évesen ő lett a háború legfiatalabb hadosztályparancsnoka.
Számos brit és kanadai támadás ellenére sikerült tartaniuk a Caen feletti vonalat. Július 4-ére a hadosztály gyenge harccsoporttá redukálódott, de ennek ellenére számos szövetséges támadó hullámmal szemben képesek voltak tartani a Carpiquet repülőteret. Július 9-én azonban a teljes megsemmisülés veszélye miatt vissza kellett vonulniuk. 10-én Hitler visszavonulást tiltó parancsa ellenére Meyer elrendelte, hogy a Hitlerjugend hadosztály húzódjon vissza az Orne folyó mögé, feladva ezzel Caent. Mindössze egy hónapnyi harc után az eredeti hadosztály 22 ezer katonájából 5000 maradt életben.

## Az utolsó csaták Normandiában – A falaisei katlan
A kanadaiak abban a reményben kezdték meg támadásukat Falaisenál, hogy az amerikaiakkal egyesülve (akiknek sikerült a német vonalak mögé beékelődniük) bekeríthetik és megsemmisíthetik a német hadosztályokat Caen körül. Meyer felismerte, hogy a további ellenállás eredménye csak megsemmisülés, vagy hadifogság lehet. Ennek ellenére felállította leharcolt hadosztályát, hogy megvédje a Falaisba vezető utat. Néhány nap harc után azonban belátta, hogy megmaradt embereivel (1500) meg kell kísérelnie a kitörést a falaisei zsákból, ami augusztus 27-én sikerrel is járt. Teljesítményéért tölgyfalombos Lovagkeresztjéhez megkapta a kardokat. Egy héttel később SS-Brigadeführerré (dandártábornok) léptették elő. Meyer és a Hitlerjugend maradéka csatlakozott a Szajnán át Belgiumba visszavonuló csapatokhoz. 1944. szeptember 6-án Durnalban, nem messze Namurtól partizánok fogságába esett, akik kiadták az amerikaiaknak (elfogása előtt Wehrmacht tiszti egyenruhába öltözött, mert tudta, ha SS tisztként azonosítják, akkor megölik).

## A háború után
Meyert 1945 decemberében állították bíróság elé a németországi Aurichban, ahol öt háborús bűnnel vádolták meg. Rövid tárgyalás után három pontban találták bűnösnek: arra bátorította katonáit, hogy ne adjanak kegyelmet; 11 kanadai hadifogoly megöletését Ardenne apátsági harcálláspontján 1944. június 7-én; illetve további hetet június 8-án. Első fokon kivégzőosztag általi halálra ítélték, amelyet 1946 januárjában életfogytiglani börtönbüntetésre csökkentettek. Meyer öt évet töltött Kanadában, az Új-brunswicki Dorchester börtönben. Ezek után a Nyugat-németországi Werl angol katonai börtönébe szállították. Kilenc év börtön után, 1954. szeptember 7-én engedték szabadon. Számos sikertelen álláspályázat után a hageni Andreas sörfőzdében helyezkedett el. Aktív szerepet töltött be a Waffen-SS veteránok szervezetében; a HIAG-ban. 1957-ben jelent meg Grenadiers (gránátosok) című könyve.
Egészségi állapota folyamatosan romlott. 1961-ben három enyhe agyvérzése volt, végül 51. születésnapján, 1961. december 23-án halt meg infarktusban. Hageni temetésén több ezer ember vett részt, köztük számos demokrata párti politikus és a Bundeswehr magas rangú tisztjei.

## SS rangjainak kronológiája
- SS-Sturmführer (rohamvezető): 1932. július 10.
- SS-Obersturmführer: 1935. március 10.
- SS-Hauptsturmführer (százados): 1937. szeptember 12.
- SS-Sturmbannführer (őrnagy): 1940. szeptember 1.
- SS-Obersturmbannführer (alezredes): 1942. november 9.
- SS-Standartenführer (ezredes): 1943. június 21.
- SS-Oberführer (dandártábornok): 1944. augusztus 1.
- SS-Brigadeführer und Generalmajor der Waffen-SS (vezérőrnagy): 1944. szeptember 1.

## Fontosabb kitüntetései
- Német Aranykereszt (1942)
- Keleti Front Medál (1942)
- I. és II. osztályú Vaskereszt (1939, ill. 1940)
- Lovagkereszt (1941)
- Lovagkereszt tölgyfalombokkal (1943)
- Lovagkereszt kardokkal (1944)

## Visszaemlékezései magyarul
- Gránátosok. Egy német páncélos tábornok visszaemlékezései; ford. Iványi Gyöngyvér; Brickone Kft., Bp., 2017